# Bírkové z Násile
Bírkové z Násile (někdy též z Násilé) byli původně vladycký rod ze Slezska.

## Dějiny

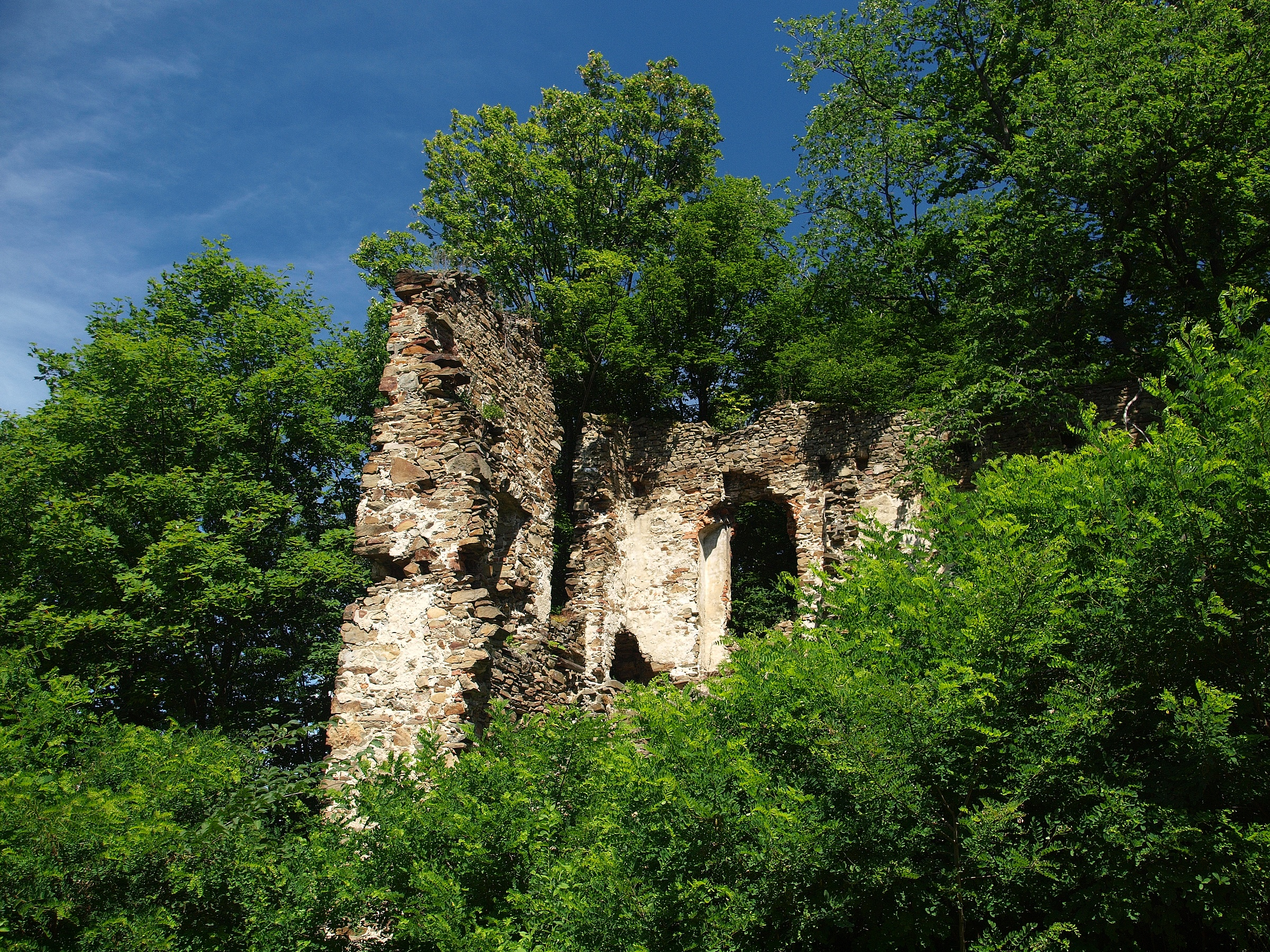
Zbytky hradu Vikštejna

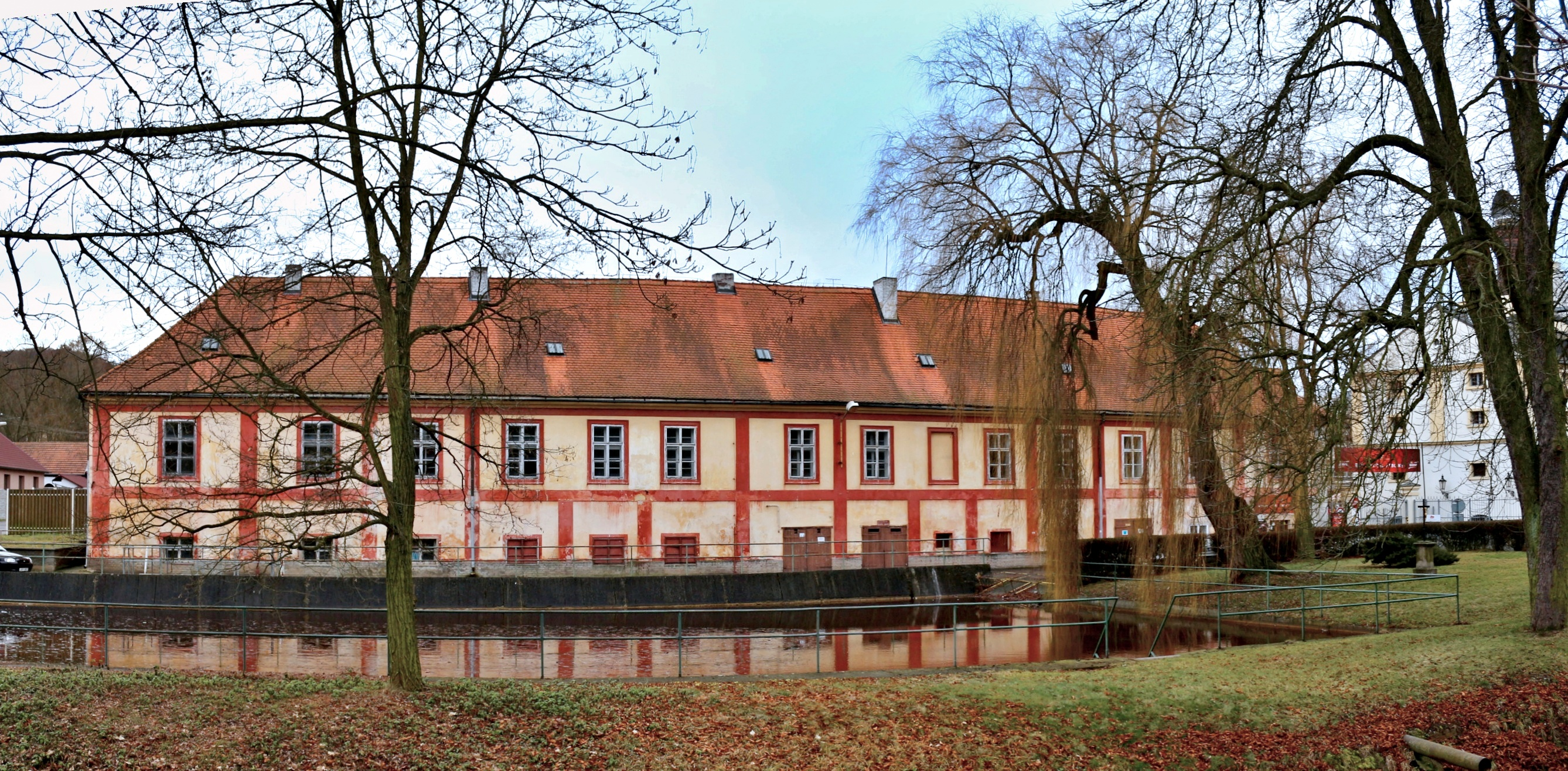
Zámek v Krušovicích, někdejší sídlo hejtmana Jiřího Bírky. Zámek je dnes součástí Královského pivovaru Krušovice

Rod Bírků své rodové jméno odvozuje od vsi Nasiedle ve gmině Kietrz v dnešním Polsku. Poprvé je jméno rodu zmíněno na konci 13. století, kdy Vlk z Násilé byl přítomen jako svědek při dělení panství olomouckého biskupa a opolského knížete z roku 1297. Syn Vlka z Násilé, Farkaš, udržoval kontakty s opavským knížetem Mikulášem I. Dne 29. září 1299 obdržel listinu od olomouckého biskupa Dětřicha, která znamenala počátek osidlování okolí obce Olešné, které bylo do počátku 14. století prázdné. Farkaš držel panství o rozloze šedesát lánů (asi 3 000 ha). Bylo mu uloženo mýtit les, zakládat pole a především měl také založit město. To mělo nést jméno Farkasstadt, ale k jeho založení nedošlo. Poté se rod pánů z Násilé se na téměř sto let vytrácí, aby se jeho členové na nějakou dobu objevili ve 2. polovině 14. století.
Další zmínka se objevuje v 15. století, v souvislosti sňatku hejtmana opavského knížectví Bernarda Bírky s Annou z Potštejna na Násilé. Bernard Bírka z Násilé bojoval proti Matyáši Korvínovi na straně Jiřího z Poděbrad v bojích o Opavsko. Za své služby je králem odměněn a získává hrad Vikštejn. Poté, co Bernard odešel ke dvoru Vladislava II. do Prahy, panství přechází na jeho syna Hynčíka.
V 16. století se rod objevuje také v Čechách. Jiří Bírka z Násile je hejtmanem rakovnického kraje a zároveň prvním známým doloženým majitelem krušovického panství. Jiří Bírka později nabídl krušovický pivovar ke koupi císaři Rudolfovi II. V té době se pivovar skládal z jednoho kvasného a šesti pivních sklepů, dvou chmelnic, dvou mlýnů a šenku. O dva roky později pivovar skutečně přešel do vlastnictví koruny, když ji císař Rudolf II. po zakoupení v roce 1583 připojil ke křivoklátskému panství. Císař nechal krušovické pivo dodávat také na Pražský hrad, což ostatně zůstalo tradicí dodnes a odtud pochází označení královský pivovar.
Jiří později od jiného člena rodu získává ještě panství Domousnice. Jiřím však rod zaniká a žádné další zmínky o něm se nedochovaly.